# Кейп-Бретон (регіональний муніципалітет)
Регіональний муніципалітет Кейп-Бретон (англ. Cape Breton) — регіональний муніципалітет в Канаді, у провінції Нова Шотландія, у складі графства Кейп-Бретон.

## Населення
За даними перепису 2016 року, регіональний муніципалітет нараховував 94285 осіб, показавши скорочення на 3,2%, порівняно з 2011-м роком. Середня густина населення становила 38,8 осіб/км².
З офіційних мов обидвома одночасно володіли 3 910 жителів, тільки англійською — 88 820, тільки французькою — 15, а 60 — жодною з них. Усього 1565 осіб вважали рідною мовою не одну з офіційних, з них 80 — одну з корінних мов, а 35 — українську.
Працездатне населення становило 53,1% усього населення, рівень безробіття — 17,4% (22,3% серед чоловіків та 12,6% серед жінок). 91,4% осіб були найманими працівниками, а 5,5% — самозайнятими.
Середній дохід на особу становив $37 101 (медіана $28 968), при цьому для чоловіків — $43 112, а для жінок $31 779 (медіани — $33 804 та $25 108 відповідно).
26,7% мешканців мали закінчену шкільну освіту, не мали закінченої шкільної освіти — 22,9%, 50,4% мали післяшкільну освіту, з яких 29,1% мали диплом бакалавра, або вищий, 315 осіб мали вчений ступінь.
| Статево-вікова структура населення | Статево-вікова структура населення | Статево-вікова структура населення | Статево-вікова структура населення | Статево-вікова структура населення |
| ---------------------------------- | ---------------------------------- | ---------------------------------- | ---------------------------------- | ---------------------------------- |
|                                    |                                    |                                    |                                    |                                    |
| Всього                             | Всього                             | 47,4%52,6%                         |                                    |                                    |
| 0 — 14 років                       | 0 — 14 років                       |                                    | 13,1%                              | 13,1%                              |
| 15 — 64 років                      | 15 — 64 років                      |                                    | 63,2%                              | 63,2%                              |
| 65 і більше                        | 65 і більше                        |                                    | 23,7%                              | 23,7%                              |
| 85 і більше                        | 85 і більше                        |                                    | 2,9%                               | 2,9%                               |
| 100 і більше                       | 100 і більше                       |                                    | 0%                                 | 0%                                 |
| Середній вік (років)               | Середній вік (років)               | 44,847,2                           | 46,1                               | 46,1                               |
| Медіана (років)                    | Медіана (років)                    | 48,851,0                           | 50,0                               | 50,0                               |
| — чоловіки — жінки                 |                                    |                                    |                                    |                                    |

| Походження мешканців:     | Походження мешканців:     | Походження мешканців: | Походження мешканців: | Походження мешканців: |
| ------------------------- | ------------------------- | --------------------- | --------------------- | --------------------- |
| Походження                |                           |                       | осіб                  | %                     |
| Корінні американці        | Корінні американці        |                       | 4 630                 | 5%                    |
| Інше північноамериканське | Інше північноамериканське |                       | 41 390                | 44.72%                |
| Європейське               | Європейське               |                       | 66 160                | 71.49%                |
| британське                | британське                |                       | 58 340                | 63.04%                |
| французьке                | французьке                |                       | 15 980                | 17.27%                |
| українське                | українське                |                       | 1 435                 | 1.55%                 |
| Латинськоамериканське     | Латинськоамериканське     |                       | 60                    | 0.06%                 |
| Карибське                 | Карибське                 |                       | 290                   | 0.31%                 |
| Африканське               | Африканське               |                       | 785                   | 0.85%                 |
| Азійське                  | Азійське                  |                       | 2 315                 | 2.5%                  |
| Океанійське               | Океанійське               |                       | 20                    | 0.02%                 |

| Зайнятість населення за галузями (за класифікацією NOC): | Зайнятість населення за галузями (за класифікацією NOC): | Зайнятість населення за галузями (за класифікацією NOC): | Зайнятість населення за галузями (за класифікацією NOC): | Зайнятість населення за галузями (за класифікацією NOC): |
| -------------------------------------------------------- | -------------------------------------------------------- | -------------------------------------------------------- | -------------------------------------------------------- | -------------------------------------------------------- |
|                                                          |                                                          |                                                          |                                                          |                                                          |
| Управління                                               | Управління                                               |                                                          | 6,8%                                                     | 6,8%                                                     |
| Бізнес, фінанси та адміністрування                       | Бізнес, фінанси та адміністрування                       |                                                          | 13,3%                                                    | 13,3%                                                    |
| Природничі та прикладні науки                            | Природничі та прикладні науки                            |                                                          | 3,6%                                                     | 3,6%                                                     |
| Охорона здоров'я                                         | Охорона здоров'я                                         |                                                          | 10,5%                                                    | 10,5%                                                    |
| Освіта, правозахист, муніципальні та урядові служби      | Освіта, правозахист, муніципальні та урядові служби      |                                                          | 12,4%                                                    | 12,4%                                                    |
| Мистецтво, культура, відпочинок та спорт                 | Мистецтво, культура, відпочинок та спорт                 |                                                          | 1,8%                                                     | 1,8%                                                     |
| Роздрібна торгівля та послуги                            | Роздрібна торгівля та послуги                            |                                                          | 28,3%                                                    | 28,3%                                                    |
| Гуртова торгівля, транспорт та обладнання                | Гуртова торгівля, транспорт та обладнання                |                                                          | 16,2%                                                    | 16,2%                                                    |
| Природні ресурси, сільське господарство                  | Природні ресурси, сільське господарство                  |                                                          | 4,2%                                                     | 4,2%                                                     |
| Виробництво                                              | Виробництво                                              |                                                          | 2,9%                                                     | 2,9%                                                     |

## Клімат
Середня річна температура становить 6,1°C, середня максимальна – 21,5°C, а середня мінімальна – -11,2°C. Середня річна кількість опадів – 1 510 мм.
| Клімат поселення                              | Клімат поселення | Клімат поселення | Клімат поселення | Клімат поселення | Клімат поселення | Клімат поселення | Клімат поселення | Клімат поселення | Клімат поселення | Клімат поселення | Клімат поселення | Клімат поселення | Клімат поселення |
| Показник                                      | Січ.             | Лют.             | Бер.             | Квіт.            | Трав.            | Черв.            | Лип.             | Серп.            | Вер.             | Жовт.            | Лист.            | Груд.            |                  |
| Середній максимум, °C                         | 0,17             | −0,74            | 2,62             | 7,90             | 13,62            | 18,80            | 21,53            | 21,35            | 17,48            | 12,30            | 7,50             | 1,91             |                  |
| Середня температура, °C                       | −5,05            | −5,97            | −2,61            | 2,68             | 8,41             | 13,56            | 18,12            | 17,95            | 14,06            | 8,90             | 4,09             | −1,49            |                  |
| Середній мінімум, °C                          | −10,29           | −11,19           | −7,83            | −2,54            | 3,17             | 8,34             | 14,72            | 14,56            | 10,67            | 5,50             | 0,70             | −4,89            |                  |
| Норма опадів, мм                              | 144              | 127              | 142              | 128              | 107              | 91               | 95               | 95               | 120              | 152              | 150              | 159              |                  |
| Середньомісячна швидкість вітру, м/с          | 5.96             | 5.69             | 5.64             | 5.20             | 4.92             | 4.78             | 4.52             | 4.53             | 4.93             | 5.38             | 5.55             | 5.86             |                  |
| Середньомісячна сонячна радіація, кДж/м²·день | 4286             | 7331             | 11321            | 14819            | 18156            | 19999            | 19723            | 17150            | 13008            | 8043             | 4553             | 3293             |                  |
| --------------------------------------------- | ---------------- | ---------------- | ---------------- | ---------------- | ---------------- | ---------------- | ---------------- | ---------------- | ---------------- | ---------------- | ---------------- | ---------------- | ---------------- |
| Джерело:                                      |                  |                  |                  |                  |                  |                  |                  |                  |                  |                  |                  |                  |                  |